# Diocesi di Bielsko-Żywiec
La diocesi di Bielsko-Żywiec (in latino Dioecesis Bielscensis-Żyviecensis) è una sede della Chiesa cattolica in Polonia suffraganea dell'arcidiocesi di Cracovia. Nel 2022 contava 657.660 battezzati su 763.050 abitanti. È retta dal vescovo Roman Pindel.

## Territorio
La diocesi comprende i distretti di Bielsko-Biała, di Cieszyn e di Żywiec nella parte meridionale del Voivodato della Slesia.
Sede vescovile è la città di Bielsko-Biała, dove si trova la cattedrale di San Nicola. A Żywiec si trova la concattedrale della Natività di Maria Vergine. In diocesi sorgono anche 2 basiliche minori: la basilica della Visitazione della Beata Vergine Maria a Bielsko-Biała, e la basilica santuario di San Nicola a Rychwałd (voivodato della Slesia).
Il territorio si estende su 3.000 km² ed è suddiviso in 22 decanati e in 210 parrocchie.

## Storia
La diocesi è stata eretta il 25 marzo 1992 da papa Giovanni Paolo II con la bolla Totus tuus Poloniae populus, ricavandone il territorio dalla diocesi di Katowice (che contestualmente è stata elevata al rango di arcidiocesi metropolitana) e dall'arcidiocesi di Cracovia.
Il 7 ottobre 1993, con la lettera apostolica Christifideles dioecesis, lo stesso papa Giovanni Paolo II ha confermato san Massimiliano Maria Kolbe patrono principale della diocesi, san Giovanni da Kęty e il beato Giovanni Sarkander patroni secondari.

## Cronotassi dei vescovi
Si omettono i periodi di sede vacante non superiori ai 2 anni o non storicamente accertati.
- Tadeusz Rakoczy (25 marzo 1992 - 16 novembre 2013 ritirato)
- Roman Pindel, dal 16 novembre 2013

## Statistiche
La diocesi nel 2022 su una popolazione di 763.050 persone contava 657.660 battezzati, corrispondenti all'86,2% del totale.
| anno | popolazione | popolazione | popolazione | presbiteri | presbiteri | presbiteri | presbiteri                | diaconi | religiosi | religiosi | parrocchie |
| anno | battezzati  | totale      | %           | numero     | secolari   | regolari   | battezzati per presbitero | diaconi | uomini    | donne     | parrocchie |
| ---- | ----------- | ----------- | ----------- | ---------- | ---------- | ---------- | ------------------------- | ------- | --------- | --------- | ---------- |
| 1999 | 742.526     | 808.990     | 91,8        | 559        | 458        | 101        | 1.328                     |         | 121       | 522       | 197        |
| 2000 | 742.300     | 808.900     | 91,8        | 567        | 464        | 103        | 1.309                     |         | 121       | 520       | 202        |
| 2001 | 743.100     | 808.850     | 91,9        | 576        | 470        | 106        | 1.290                     |         | 122       | 526       | 203        |
| 2002 | 740.200     | 807.800     | 91,6        | 580        | 470        | 110        | 1.276                     |         | 125       | 515       | 203        |
| 2003 | 740.000     | 807.500     | 91,6        | 593        | 484        | 109        | 1.247                     |         | 125       | 520       | 203        |
| 2004 | 730.500     | 807.000     | 90,5        | 590        | 479        | 111        | 1.238                     |         | 129       | 541       | 204        |
| 2006 | 700.000     | 800.000     | 87,5        | 605        | 485        | 120        | 1.157                     |         | 143       | 523       | 204        |
| 2012 | 680.700     | 766.300     | 88,8        | 634        | 499        | 135        | 1.073                     |         | 152       | 480       | 207        |
| 2015 | 680.000     | 770.000     | 88,3        | 646        | 525        | 121        | 1.052                     |         | 136       | 450       | 210        |
| 2018 | 664.179     | 764.508     | 86,9        | 688        | 545        | 143        | 965                       |         | 156       | 442       | 210        |
| 2020 | 663.286     | 766.872     | 86,5        | 685        | 555        | 130        | 968                       |         | 189       | 436       | 210        |
| 2022 | 657.660     | 763.050     | 86,2        | 638        | 518        | 120        | 1.030                     |         | 181       | 410       | 210        |

## Galleria d'immagini

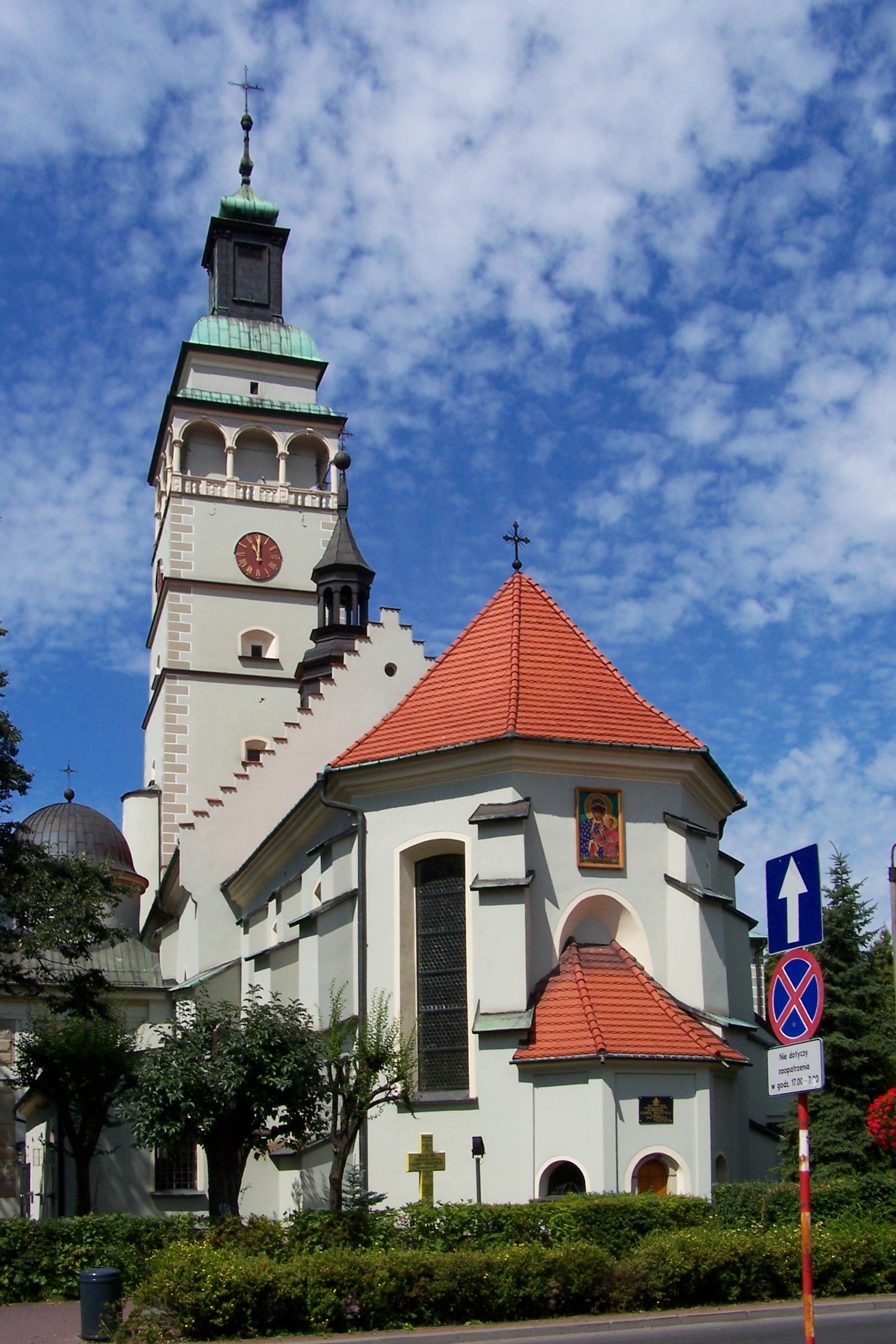
La concattedrale di Żywiec
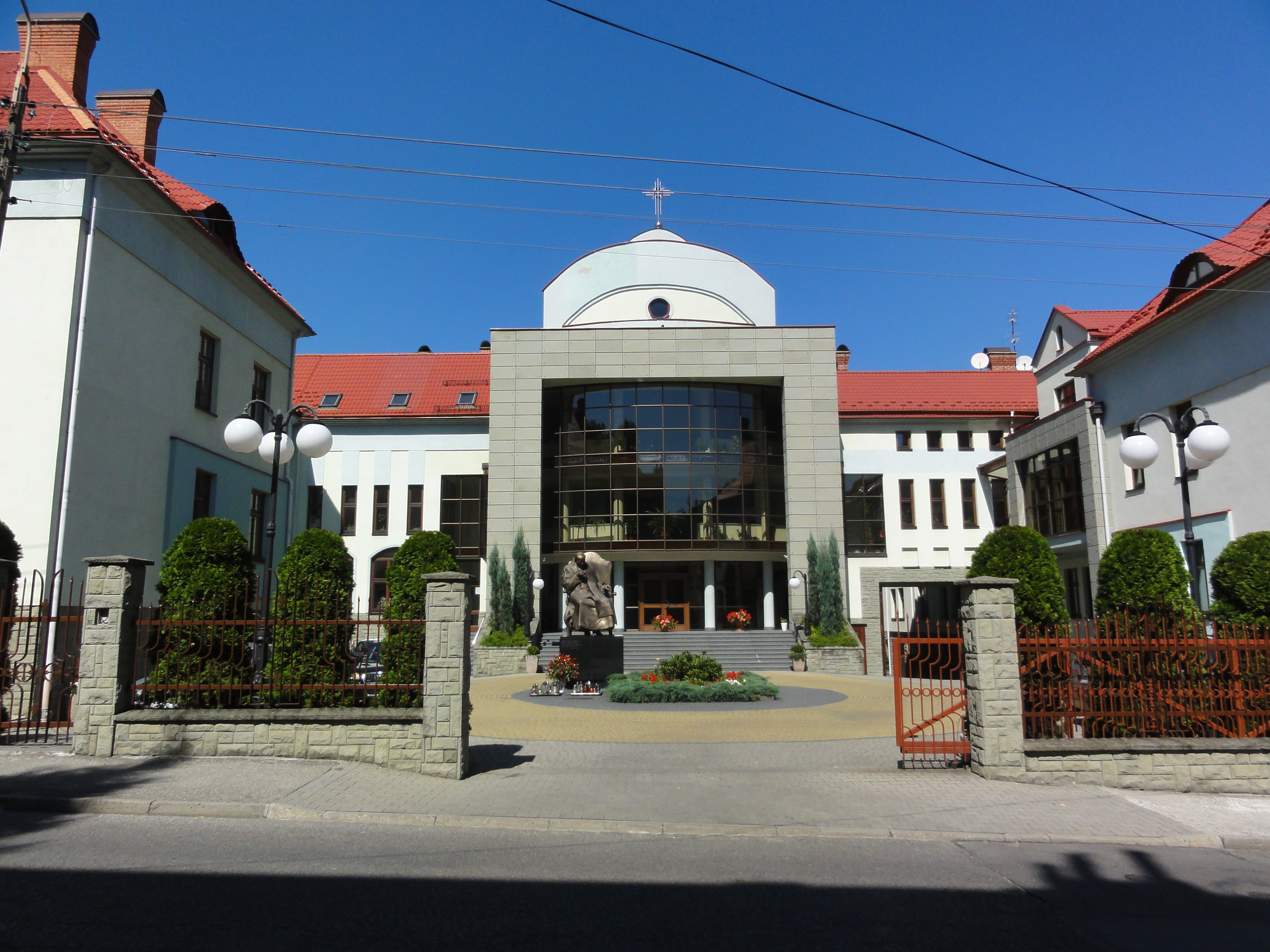
La curia vescovile
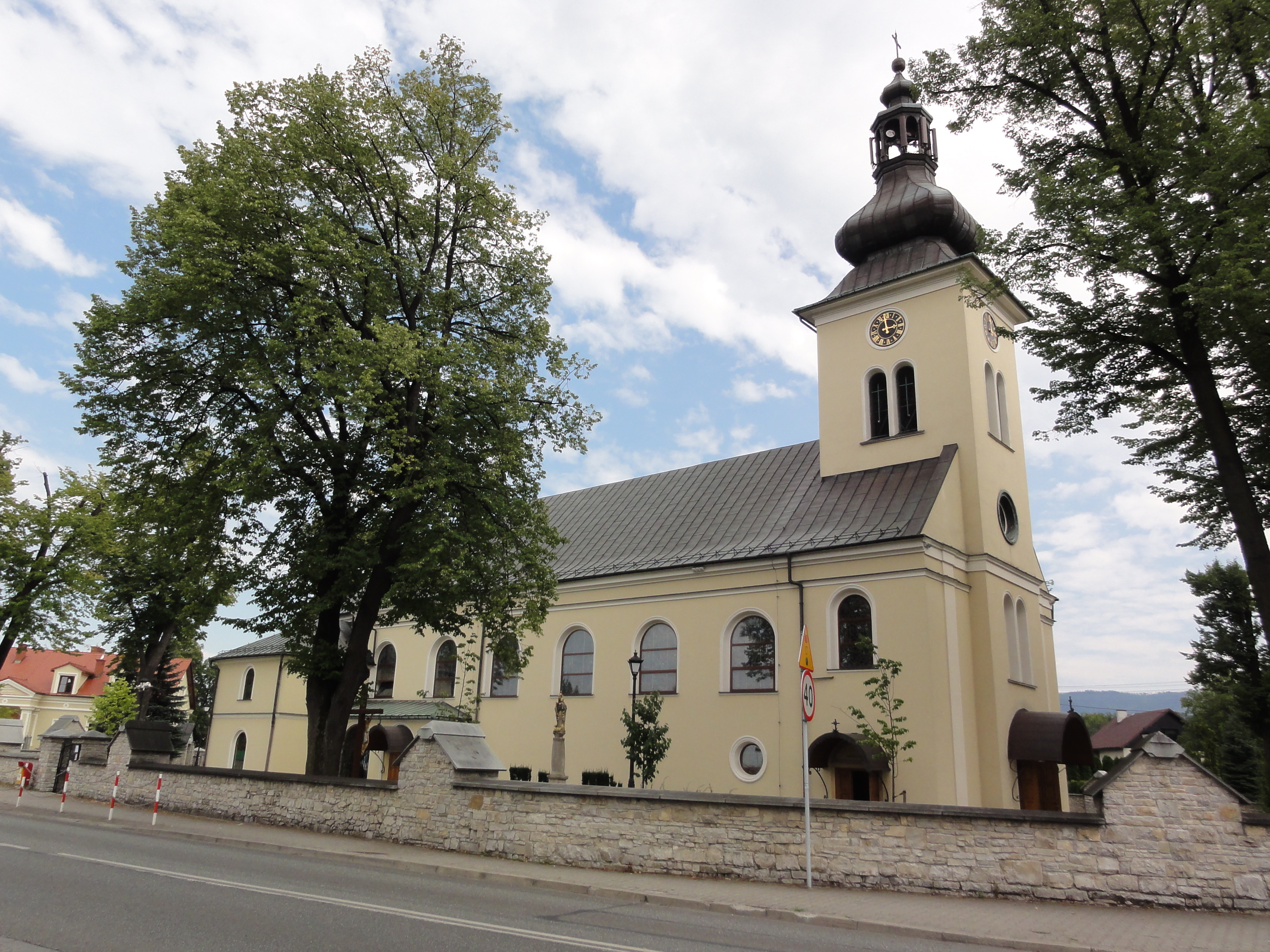
La basilica della Visitazione della Beata Vergine Maria a Bielsko-Biała
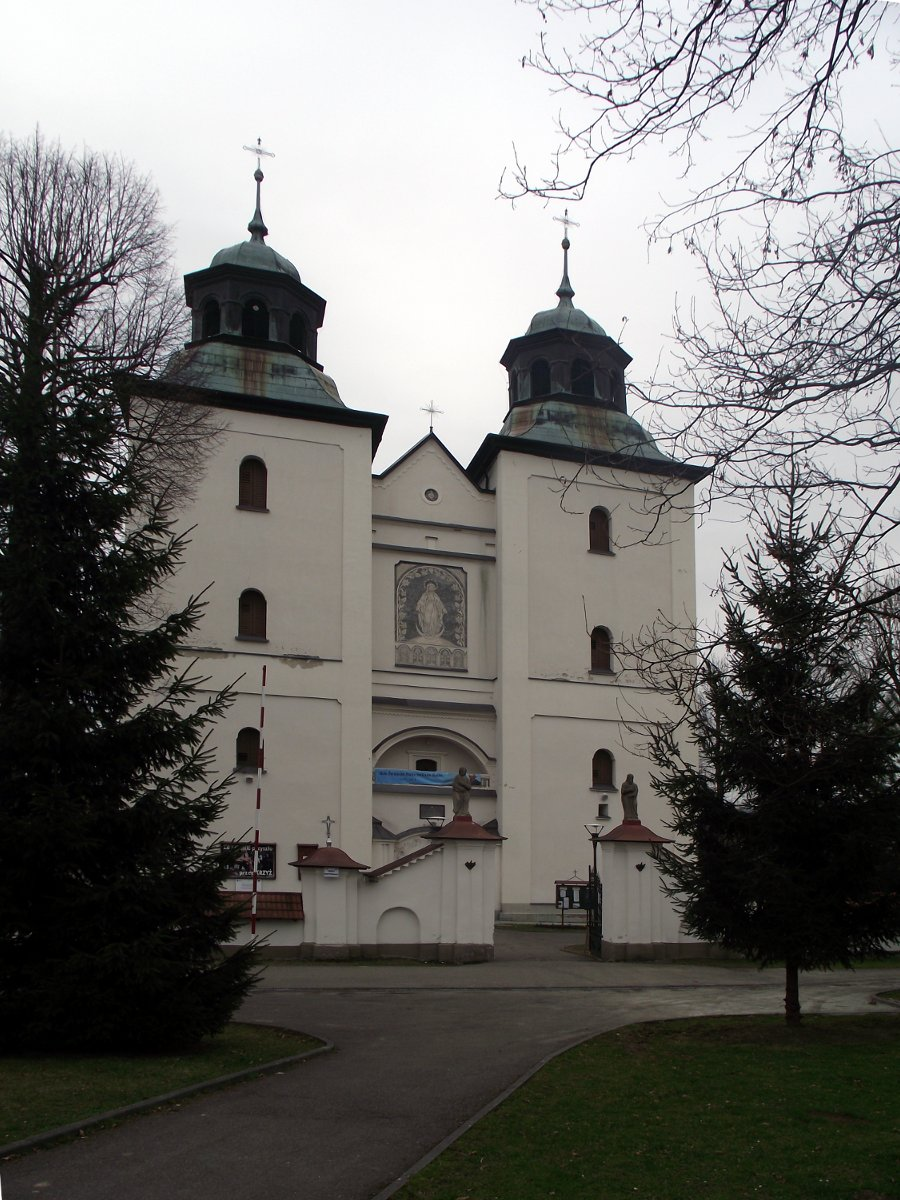
La basilica di San Nicola a Rychwałd
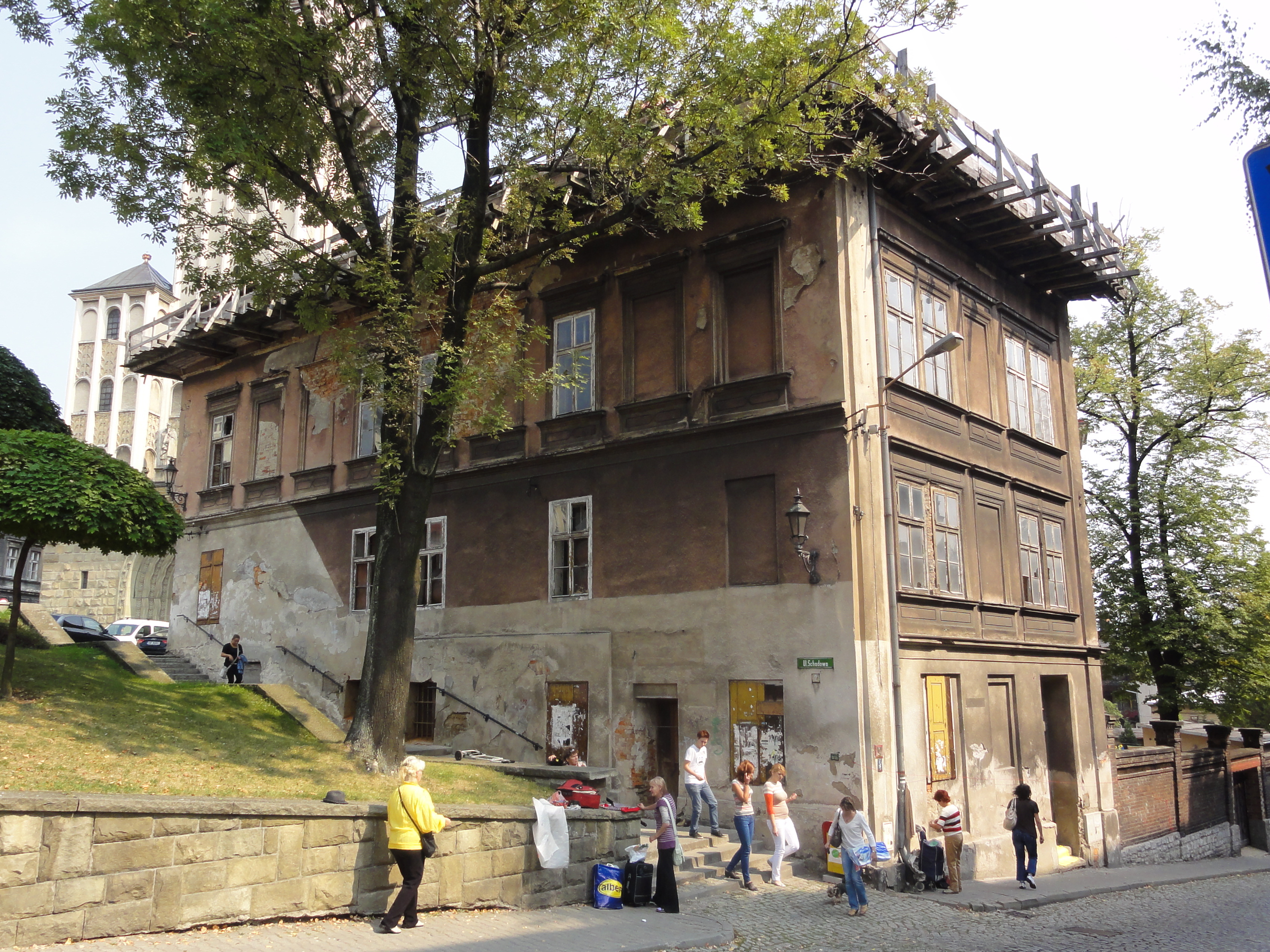
La sede del museo diocesano